# Schöne Ferien – Urlaubsgeschichten aus Singapur und Malaysien
Schöne Ferien – Urlaubsgeschichten aus Singapur und Malaysien ist ein deutscher Fernsehfilm von Hans-Jürgen Tögel aus dem Jahr 1985. Der fünfte und letzte Teil der Fernsehreihe Schöne Ferien wurde am 22. April 1985 im Ersten Deutschen Fernsehen erstmals ausgestrahlt. Das Reiseleiterteam bestehend aus Tina, Stefanie und Michael wird von Simone Rethel, Claudia Rieschel und Sigmar Solbach gespielt. Sie betreuen in dieser Episode eine Gruppe von Reisenden in Singapur und an den Stränden von Malaysia. Die erzählenden Stimmen im Hintergrund kommen von Till Hagen und Lothar Blumhagen.

## Handlung
Die alleinstehende und unscheinbare Gabriele Sandmann ist in den Genuss einer Reise nach Südostasien gekommen, denn ihr Chef ist erkrankt und hat ihr kurzfristig seine Buchung übertragen. Von der fremden Umgebung verunsichert bezieht sie nun ihr Appartement in einem Luxushotel in Singapur. Thomas Kellinger, wohlhabender Geschäftsmann und im selben Hotel logierend, beschließt, der „grauen Maus“ die bunte Welt Singapurs nahezubringen. Getarnt als Chauffeur zeigt er ihr die Stadt und gewinnt ihr Herz. Gabriele lernt nun eine Seite des Lebens kennen, von der sie vorher nichts geahnt hatte.
Der Werbefilm-Regisseur Rainer Braunbusch möchte in Malaysia einen Zigarettenwerbespot drehen. Bis der Spot endlich im Kasten ist, treiben er und seine Assistentin Ulla Prestel den Hauptdarsteller Jean-Pierre durch ungeschickte und widersprüchliche Anweisungen geradezu in den Wahnsinn.
Tina hat in Malaysia eine Jugendliebe wiedergetroffen, den Biologen Dr. Klaus Matthes. Zunächst möchte sie ihren Job als Reiseleiterin an den Nagel hängen und mit Klaus in dessen Haus im Dschungel leben. Schließlich stellt sie aber fest, dass das nicht ihre Welt ist.